# Marinići
 Ovo je glavno značenje pojma Marinići. Za naselje u općini Fojnica, BiH pogledajte Marinići (Fojnica, BiH).
Marinići su naselje u Hrvatskoj u općini Viškovu. Nalaze se u Primorsko-goranskoj županiji.

## Zemljopisni položaj i stanovništvo
U naselje se dolazi putujući cestom sjeverno od Rijeke. Prometnicom dalje prema sjeveru se dolazi u Viškovo, općinsko središte. Zračnim pravcem se na zapadu nalaze mjesta Kastav, Čikovići i Rubeši. Zračnom linijom prema istoku nalazi se Grobnik.
Pripadaju poštanskom uredu Viškovo. Prema popisu stanovništva iz 2001. imaju 3139 stanovnika.

## Stanovništvo
| broj stanovnika | 340   | 371   | 426   | 495   | 570   | 745   | 671   | 667   | 518   | 525   | 576   | 761   | 2140  | 2741  | 3139  | 3894  | 3862  |
|                 | 1857. | 1869. | 1880. | 1890. | 1900. | 1910. | 1921. | 1931. | 1948. | 1953. | 1961. | 1971. | 1981. | 1991. | 2001. | 2011. | 2021. |

## Kultura
- puhački orkestar

## Šport
U Marinićima djeluje boćarski klub Marinići.